# Синний Капитон
Синний Капитон (лат. Sinnius Capito) — римский учёный, грамматик времен Варрона и историк 1-го века до н. э.
Проводил остроумные исследования в грамматике, соединенные с изучением древности. В числе многих его сочинений упоминаются преимущественно письма, в которых он излагал результаты своих учёных исследований. Его научные труды послужили источником для работ Марка Веррия Флакка, Авла Геллия и других. Авл Геллий пишет о нём в своей работе «Vir doctissimus».
Известные работы Синния Капитона включают в себя: Трактат о слогах (первая такого рода работа на латыни, Liber de litteris, ошибочно приписываемая поэту Квинту Эннию); «Эпистула» (с грамматическими дискуссиями). Письма (Послания) филологического содержания, Примечания, адресованные учёному Клодию Туску (III 4) и другому адресованному Пакувию Антистию Лабеону (I 13), отцу августинского юриста Антистия.
В 1845 году была опубликована прекрасная монография Герцa о Синнии Капитоне.